# Martin Björgell
Martin Björgell, född 20 augusti 1987,  är fd ordförande i Scouterna, tillsammans med Josefine Larsson var Björgell ordförande från november 2012 till november 2014. Han valdes till posten i november 2012 vid det första årsmötet för Scouternas nya riksorganisation. Idag är Björgell ledamot i Scouternas styrelse. Det gör honom till den yngsta person som någonsin valts till Scouternas högsta position. Björgell var under 2012 vice ordförande i Svenska Scoutrådet och innan dess ledamot av dess styrelse.

## Utmärkelser
Martin Björgell utsågs till Årets unga ledare i Eldsjälsgala med miljonbingo i TV4 2008 och blev den första att vinna denna nyinstiftade kategori. Han har också fått stipendiet Kompassrosen från Stiftelsen Ungt Ledarskap för att ha visat prov på mod, omtanke och handlingskraft i sitt ledarskap. Björgell blev Årets ekonomistudent 2012 i en nationell tävling av KPMG och Universum.